# Igodomigodo
Igodomigodo es el primer nombre histórico del núcleo territorial de lo que pasó a ser más tarde el reino de Benín, como sigue siendo denominado por los propios habitantes del territorio actual (actualmente conocido como etnia edo de Nigeria).
De acuerdo a la historia oral de los edo, Igodomigodo fue el nombre del reino de Igodo, el primer ogiso (rey) del mismo. El período de los ogiso, empezón con Igodo, sería la primera dinastía de lo que más tarde sería conocido como reino de Benín (que como tal existió entre el 1180 y el 1897, aproximadamente, en una región que coincide en gran parte con el estado de Edo de la actual Nigeria (la actual república de Benín no comparte territorio con lo que él fue el reino de Benín).
El período de los ogiso fue reemplazado por el período de los oba, y entonces el nombre de reino fue cambiado de Igodomigodo a Edo por el oba Eweka I (ver Obas de Benín).
El paso del período de los ogiso, al de los oba fue la fundación de una nueva dinastía por parte de Eweka I, el primer Oba (y nieto del último ogiso). Eweka I renombró su reino como Edo, y su gente fue llamada desde entonces "edos" (o ovi-edo, que significa 'hijos de Edo').
El actual oba, Erediauwa I, es el 39.º Oba de la dinastía, iniciada por Igodo de Igodomigodo.